# زمان تعویقی
زمان تعویقی یا زمان اضافه (به انگلیسی: Borrowed Time) یک بازی ماجراجویی «اشاره و کلیک» است که در سال ۱۹۸۵ توسط اینترپلی تولید و به وسیلهٔ اکتیویژن منتشر شد. خط داستانیِ این بازی دربارهٔ کارآگاهی است که سعی دارد همسر ربوده‌شدهٔ خود را نجات دهد.
این بازی در سال ۱۹۸۹ و توسط شرکت مَستِرترونیک و با نام Time to Die بازنشر شد.

## بازتاب‌ها
مجلهٔ کامپیوت! این بازی را ستود و دربارهٔ آن نوشت: «اکتیویژن یک محیط نشاط‌انگیز را در بازی خلق کرده که به بازی‌باز احساس داستان‌ها و فیلم‌های کلاسیک کارآگاهی و پلیسی را می‌دهد». مجله کامپیوتر گیمینگ ورلد این بازی را یک «بازی ماجراجویی با گرافیک زیبا و سینمایی» نامید که داستان کوتاهی دارد و شایستگی ساخت دنباله را دارد. یک منتقد آلمانی نیز داستان این بازی را چالش‌برانگیز همراه با گرافیک پرجزییات و گیم پلی راحت نامید. او به این بازی نمره ۸۲ از ۱۰۰ داد.